# Universitas Nasional
Universitas Nasional – indonezyjska uczelnia prywatna zlokalizowana w Dżakarcie. Została założona w 1954 roku.

## Wydziały
- Fakultas Pertanian
- Fakultas Ekonomi
- Fakultas Biologi
- Fakultas Teknik dan Sains
- Fakultas Hukum
- Fakultas Ilmu Kesehatan
- Fakultas Sastra
- Fakultas Teknologi Komunikasi dan Informatika
- Fakultas Ilmu Sosial Ilmu Politik
- Fakultas Sekolah Pascasarjana

Źródło: .